# 西川可奈子
西川 可奈子（にしかわ かなこ、1985年11月5日 - ）は、日本の女優。大阪府堺市出身。株式会社ケィ・サイド所属。身長163cm、血液型はA型。

## 人物・エピソード
- 趣味は温泉巡りで、ヒップホップダンス・日本舞踊が特技。
- 温泉入浴指導員の資格を持っている。
- 2022年1月11日、俳優の鈴木拡樹との結婚を発表[1]。

## 出演

### テレビドラマ
- ホテルコンシェルジュ 第9話（2015年9月15日、TBS） - 川島さゆり 役
- アンダーウェア（2017年11月13日 - 12月5日、フジテレビ）
- セシルのもくろみ（2017年、フジテレビ）
- 大河ドラマ 西郷どん 第9回（2018年3月4日、NHK）
- 税務調査官・窓際太郎の事件簿 第33作（2018年3月5日、TBS） - 前畑由香 役[2]
- 特捜9 Season3 第4話（2020年4月29日、テレビ朝日） ‐ 坂本美沙 役[3]
- ただ離婚してないだけ（2021年7月 - 、テレビ東京） - 中浦菜穂 役[4]
- 今野敏サスペンス 疑念 警視庁強行犯係 樋口顕（2021年10月11日、テレビ東京） - 山口典子 役
- 恋せぬふたり 第3話（2022年1月24日 - 、NHK総合） - 豊玉 役

### 映画
- ホワイトリリー（2017年）
- 私は絶対許さない（2018年） - 主演[5]
- single mom 優しい家族。[6]（2018年）
- アンダー・ユア・ベッド[7]（2019年） - 佐々木千尋／浜崎千尋 役[8]
- 無頼（2020年）
- サイレント・トーキョー（2020年）
- 信虎（2021年） - 北の方 役

### 舞台
- SIMPLY BECAUSE IMITATION 〜偽物だからこそ（2010年1月5日 - 10日、脚本・演出：大和）
- トレジャーボックス（2010年6月25日 - 27日、作・演出：秋葉高彰）
- TIME CAPSULE - タイムカプセル（2011年4月2日 - 3日・4月26日）
- Letter（2011年8月31日 - 9月4日、脚本・演出：下出丞一） - ヒロイン
- 大奥 ～第一章〜（2011年10月2日 - 27日・11月4日 - 27日、明治座・中日劇場、演出：林徹、脚本：浅野妙子）
- 大奥 ～第一章〜（2012年9月28日 - 11月25日、全国ツアー）
- DREAM（2012年、脚本・演出：下出丞一）
- 早乙女太一新春特別公演「伴天連鬼十郎～愛寄る三つの魂」（2012年、全国各地） - ゲストヒロイン
- 荊姫―いばらひめ―（2013年2月14日 - 17日、演出：幸田友見、脚本：咲恵水） - 主演
- 大奥 ～第一章〜（2013年6月1日 - 21日・7月2日 - 27日、大阪松竹座・博多座）
- コヒモトメム（2014年2月12日 - 16日、演出：幸田友見、脚本：咲恵水）
- オルゴール ～ただ一途に～（2016年） - 主演
- 劇団東少ミュージカル「眠れる森の美女」（2016年）
- 劇団東少ミュージカル「シンデレラ」（2016年）
- 劇団東少ミュージカル「白雪姫」（2017年） - 主演